# María Antonia García-Benau
María Antonia García-Benau   (València, 1957) és catedràtica d'economia financera i comptabilitat de la Universitat de València.

## Biografia
Es llicencià en ciències econòmiques i empresarials a la UV i es doctorà. Experta en amortitzacions comptables internacionals i auditoria, el 1998 va rebre el Premi Nacional de Comptabilitat de l'ICAC i ha participat en importants projectes com el "Llibre Blanc per a la Reforma Comptable d'Espanya" (2001-2002) del Ministeri d'Economia, també per la Comissió Europea.
Molt vinculada en l'anomenat Procés de Bolonya per la modernització del sistema universitari espanyol participant a diverses comission d'estudi del Ministeri d'Educació. Ha participat en la gestió i política universitària valenciana com Vicedegana de la Facultat de Ciències Econòmiques i Empresarials (1988 - 1992) i vicerectora d'Organització Acadèmica i Professorat de la UV (1998 - 2002). També ha estat vicepresidenta de la Comissió Valenciana d'Avaluació del Sistema Universitari (2002-2004) i secretària general del Consell d'Universitats. Actualment és Directora de la seu a València de la Universitat Internacional Menéndez Pelayo des de 2008.
El 2010 fou candidata a rectora de la UV, perdent en segona volta davant del candidat Esteban Morcillo. García-Benau ha estat la primera dona candidata a rectora de la UV. A les eleccions de 2014 va pactar amb Morcillo i no va presentar la seva candidatura.

## Obres
En llibreries online
- García-Benau, M.A.; Humphrey, C.; Moizer, P.; Turley, S.La auditoría y sus expectativas: los casos de España y del Reino Unido.Instituto de Contabilidad y Auditoría de Cuentas. Madrid, 1993.
- García Benau, Mª A.; Laínez Gadea, J.A. y Monterrey Mayral, J. Contabilidad Para La Empresa Multinacional. Ediciones Pirámide. España. 1996.
- García Benau, Mª A.y Radebaugh, L.H.The impact of the Telefónica de España listing on the New York Stock Exchange. 21th European Accounting Association. Amberes (BÉLGICA. 1998.
- García-Benau, M.A.La auditoría en Europa. Adaptación de la VIII Directiva del Derecho de Sociedades. Instituto de Auditores Censores Jurados de Cuentas de España. España. 1992
- García Benau, María Antonia; Ruiz Barbadillo, Emiliano; Vico Martínez, Antonio. Análisis de la Estructura Del Mercado de Servicios de Auditoría en España. Instituto de Contabilidad y Auditoría de Cuentas. España. 1999.
- García-Benau, Mª A.La responsabilidad social de las empresas y los nuevos desafíos de la gestión empresarial. Servei de Publicacions de la Universitat de València. 2005.

Disponibles en Biblioteques Universitàries Espanyoles
- Análisis de la estructura del mercado de servicios de auditoría en España.María Antonia García Benau, Emiliano Ruiz Barbadillo, Antonio Vico Martínez. Ministerio de Economía, 1998. ISBN 84-89006-66-0
- Pronunciamientos internacionales de auditoría relativos al fraude.María Antonia García Benau. Madrid : Instituto de Auditores-Censores Jurados de Cuentas de España, 1995. ISBN 84-89328-88-9
- Contabilidad para la empresa multinacional. María Antonia García Benau, José Antonio Laínez Gadea, Juan Monterrey Mayoral. Ediciones Pirámide, 1996. ISBN 84-368-0981-5
- Relación entre teoría y práctica contable: un análisis de la situación en España.Juan Luis Gandía, María Antonia García Benau, Antonio Vico Martínez. Madrid : Asociación Española de Contabilidad y Administración de Empresas, D.L. 1996. ISBN 84-86414-77-6
- Armonización de la información financiera en Europa: I premio Carlos Cubillo Valverde. María Antonia García Benau. Ministerio de Economía, 1995. ISBN 84-89006-05-9
- Cuentas anuales consolidadas: elaboración e interpretación. Bienvenida Almela Díez, María Antonia García Benau. Universidad de Alicante, 1993. ISBN 84-7908-084-1
- La auditoría en Europa: adaptación de la VIII Directiva del Derecho de Sociedades. María Antonia García Benau. Madrid : Instituto de Auditores-Censores Jurados de Cuentas, D.L. 1992. ISBN 84-85689-52-6
- Los precios internos de transferencia. María Antonia García Benau. Madrid : Instituto de Planificación Contable, D.L. 1986. ISBN 84-7196-606-9